# Diecezja Prato
Diecezja Prato, łac. Dioecesis Pratensis – diecezja Kościoła rzymskokatolickiego we Włoszech, w metropolii Florencji, w regionie kościelnym Toskania.
W 1653 zmieniono nazwę diecezji Pistoia na Pistoia i Prato. 25 stycznia 1954 wydzielono z niej odrębną diecezję Prato.